# Schusterella microscopica
Schusterella microscopica là một loài rêu tản trong họ Jubulaceae. Loài này được (Pearson) S. Hatt., Sharp & Mizut. miêu tả khoa học lần đầu tiên năm 1972.